# Душанов законник
Душановият законник, срещан също и като Душанов закон, е сборник от закони, средновековен законодателен акт на Сърбия. Прогласен е в Скопие на 21 май 1349 година. Източник е на средновековното българско и наказателно право.

## Обем
Първоначално се състои от 135 члена. 5 години след влизането му в сила (1354) е допълнен с още 66 члена, ставайки общо 201 члена.

## Обхват
Със закона законодателят Стефан Душан е целял да уреди обичайното право на народите в страната си, въвеждайки нови правила, еднакви за цялата Душанова империя.
Законникът окончателно разграничава властелските и подчинените им категории зависими или крепостни селяни – т.нар. себри, както и свободните занаятчии и людете, упражняващи други свободни професии.

## Приложение
Според Душановия законник съдиите са длъжни да правораздават, прилагайки закона, а не под страх от владетел.